# Anyphops purcelli
Anyphops purcelli är en spindelart som först beskrevs av Lawrence 1940.  Anyphops purcelli ingår i släktet Anyphops och familjen Selenopidae. Inga underarter finns listade i Catalogue of Life.